# لودفيش فالتر
لودفيش فالتر (بالألمانية: Ludwig Walter)‏ (و. 1922 – 1993 م) هو لاعب كرة قدم ألماني، ولد في كايسرسلاوترن، وهو شقيق اللاعب فريتز فالتر. توفي عن عمر يناهز 70 عاماً.